# Paleoparadoxia
Paleoparadoxia è un genere di mammiferi, vissuti nel Miocene (da 20 a 10 milioni di anni fa) in California, Alaska, Messico e Giappone.

## "Otarie" con quattro zanne
Questi strani animali erano probabilmente imparentati con gli elefanti, ma le loro caratteristiche erano decisamente diverse. Per avere una vaga idea dell'aspetto di Paleoparadoxia, si pensi a una massiccia otaria dalle zampe robuste e armata di quattro zanne. Paleoparadoxia è un rappresentante dei desmostili, mammiferi semiacquatici che abitavano le regioni costiere dell'Oceano Pacifico.
Palaeoparadoxia, in particolare, era della taglia di un pony ed era munito di una mandibola simile a una ruspa, con zanne simili a pale grazie alle quali poteva scandagliare il fondo melmoso del mare alla ricerca di alghe e molluschi. Il suo corpo massiccio era ben adattato a nuotare sott'acqua per nutrirsi, ma non per vivere a lungo nelle profondità. Probabilmente questo animale, come le odierne foche, tornava a riva per asciugarsi al sole e per procreare.

## Due specie
Paleoparadoxia si estinse al termine del Miocene, senza lasciare discendenti. Di questo animale si conoscono due specie: P. tabatai, la specie tipo, e la primitiva P. waltoni, del Miocene inferiore della California.